# Loxosporaceae
Loxosporaceae is een botanische naam voor een familie van korstmossen. Het typegeslacht was Loxospora. Het typegeslacht is echter later ingedeeld in de familie Sarrameanaceae.